# Clarence Houser
Clarence Houser (Estados Unidos, 25 de septiembre de 1901-1 de octubre de 1994) fue un atleta estadounidense, especialista en la prueba de lanzamiento de disco en la que llegó a ser campeón olímpico en 1928.

## Carrera deportiva
En los JJ. OO. de París 1924 ganó la medalla de oro en el lanzamiento de disco, por delante del finlandés Vilho Niittymaa y de su compatriota el también estadounidense Thomas Lieb (bronce con 44.83 metros). Y también ganó el oro en el lanzamiento de peso, por delante de sus compatriotas Glenn Hartranft y Ralph Hills (bronce).
Cuatro años después, en los JJ. OO. de Ámsterdam 1928 volvió a ganar la medalla de oro en el lanzamiento de disco, llegando hasta los 47.32 metros que fue récord olímpico, superando al finlandés Antero Kivi y a su compatriota estadounidense James Corson (bronce con 47.10 metros).